# 大日本妇人会
大日本婦人会是太平洋战争时期大日本帝国的女性团体。

## 历史
第二次世界大戦以前，日本有1901年成立的内務省・厚生省系的愛国婦人会、1931年設立的文部省系的大日本連合婦人会、1932年成立的陸軍省・海軍省系的大日本国防婦人会。
1941年第76次代表大会上，陆军提出整合妇女组织的建议，经过各组织主管部门和军队反复讨论，1941年6月10日召开的内阁例会通过了整合妇女组织的指导方针。内阁决定将这些组织合并为一个新的妇女组织，其宗旨是“践行日本传统妇女之道，修养自律、齐家、学徒”，家庭生活、促进家庭教育、国防训练、支援军人、邻里互助等。成立了以大政翼賛会为核心的筹备委员会，并在1941年8月的讨论中决定新组织的名称为“大日本妇女会”。
1942年2月2日，大日本妇女会成立。会長山内禎子。在“传播国防思想”、“革新家居生活”、“国防必需的培训”等口号下，动员各行各业的妇女加入到国家总动员。参与者均为女性成员，不包括未婚和20岁以下的成员。 会员年费为每人60銭，并由政府和地方政府机构提供补贴。机关报刊《日本婦人》。为大政翼賛会的下属机构，受陆军省、海军省、内政部、文部科学省、卫生福利部、经济部共同管辖。
1942年10月，大日本妇女会采用了户仓晴创作编排《日婦會歌》。
1944年3月有会员2149万人。
1945年3月24日，内阁决定解散大政翼賛会、组建国民义勇队以实现“本土决战”。大日本妇女会随着大政翼賛会在1945年6月13日解散，改编入国民义勇队女子队。